# William Fitzwilliam (3e comte Fitzwilliam)
William FitzWilliam, 3e comte Fitzwilliam (15 janvier 1719/20 - 10 août 1756) est un pair britannique, un noble et un homme politique.

## Biographie
Il est le fils de John Fitzwilliam (2e comte Fitzwilliam) de son épouse Anne, fille de John Stringer de Sutton cum Lound (Nottinghamshire). Sa sœur Anne devient ensuite la deuxième épouse de Francis Godolphin (2e baron Godolphin),.
Il succède à son père comme troisième comte Fitzwilliam dans la pairie d'Irlande le 28 août 1728. Il est élu député de Peterborough le 4 mai 1741 et siège jusqu'à sa création comme baron Fitzwilliam, dans la Pairie de Grande-Bretagne le 19 avril 1742 . Il est nommé membre Conseil privé d'Irlande le 6 juin 1746 et est créé comte Fitzwilliam dans la pairie de Grande-Bretagne le 6 septembre 1746.
Le 22 juin 1744 à St George's Hanover Square, Lord Fitzwilliam se marie à Anne Watson-Wentworth, fille de Thomas Watson-Wentworth (1er marquis de Rockingham). Le frère de Anne est le futur Premier ministre Charles Watson-Wentworth. Lord et Lady Fitzwilliam ont deux fils et six filles:
- Anne (24 mars 1745[7] - 8 décembre 1819 [8] )
- Charlotte (14 juillet 1746 - 11 février 1833), qui épouse Thomas Dundas (1er baron Dundas)
- William Fitzwilliam (4e comte Fitzwilliam) (30 mai 1748 - 8 février 1833)
- Frances Henrietta (22 octobre 1750 -)
- Amelia Maria (12 décembre 1751 -)
- Henrietta (20 mars 1753 -)
- Dorothy (22 mai 1754 -)
- George Fitzwilliam (28 février 1757 - mai 1786)[7].

Lord Fitzwilliam meurt à Marholm à l'âge de trente-six ans. Son fils William lui succède comme comte. Sa veuve Lady Fitzwilliam est décédée le 29 août 1769,.